# لوئیس موران
لوئیس موران (انگلیسی: Lois Moran؛ ۱ مارس ۱۹۰۹ – ۱۳ ژوئیه ۱۹۹۰) هنرپیشه اهل ایالات متحده آمریکا بود.
از فیلم‌ها یا برنامه‌های تلویزیونی که وی در آن نقش داشته‌است می‌توان به آلیس در شهرها اشاره کرد.